# Traversia lyalli
Lo scricciolo di Stephens Island (Traversia lyalli Rothschild, 1894) è un uccello passeriforme estinto della famiglia degli Acantisittidi.

## Etimologia
Il nome scientifico del genere, Traversia, è un omaggio al naturalista neozelandese Henry H. Travers, che compì numerose osservazioni su esemplari fornitigli da David Lyall (guardiano del faro all'epoca dell'estinzione di questi uccelli e probabilmente l'unico europeo ad aver osservato gli scriccioli di Stephens Island da vivi, al quale è invece dedicato il nome della specie, lyalli), inviandoli in seguito a Rothschild per la descrizione scientifica della specie.

## Descrizione

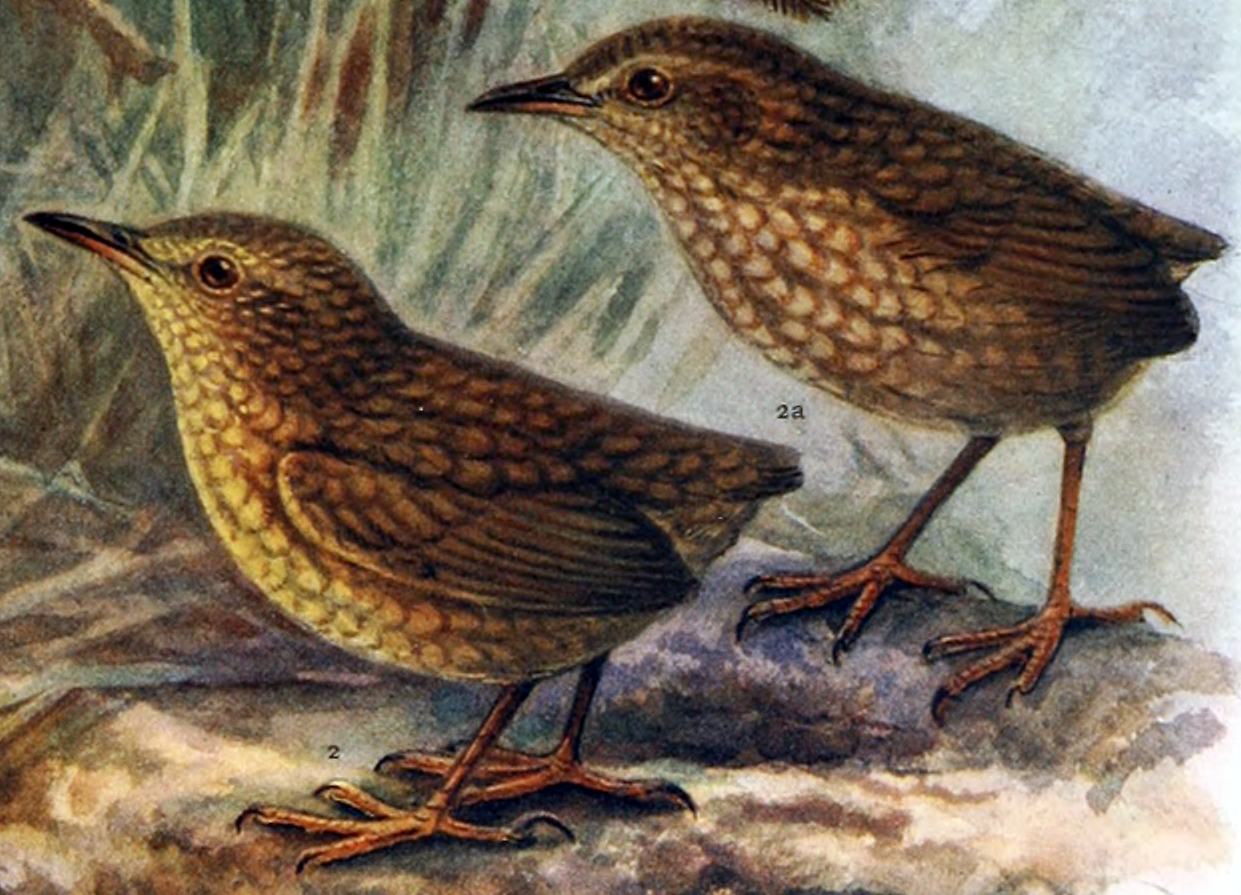
Illustrazione di coppia (maschio a sinistra).

Si trattava di uccellini di una decina di centimetri di lunghezza, dall'aspetto curiosamente simile a quello dei ralli (per un fenomeno di evoluzione convergente), con grossa testa allungata, becco sottile lungo e appuntito, zampe forti e allungate con lunghe dita e forti artigli (particolarmente sviluppato era quello del dito rivolto all'indietro, come del resto accade in tutti gli acantisittidi), corta coda squadrata ed ali piccole e arrotondate che rendevano lo scricciolo di Stephens Island uno dei pochissimi passeriformi inetti al volo.
Il piumaggio presentava dimorfismo sessuale ben evidente: in ambedue i sessi fronte, vertice, nuca, guance, dorso, ali e coda erano di colore bruno (con le ultime due parti più scure), con singole penne munite di orlo più scuro a dare un effetto tessellato alla livrea. Sopracciglio, area auricolare, gola, petto e ventre erano di colore giallo scuro (con sfumature color zafferano nell'area scapolare) nel maschio e beige-grigiastro nella femmina: anche in questo caso, gli orli delle singole penne erano di colore bruno scuro.
Il becco era di colore nerastro sulla mandibola superiore e sulla punta di quella inferiore, mentre la metà prossimale di quest'ultima era di color carnicino-arancio: le zampe erano anch'esse di color carnicino, mentre gli occhi erano di colore bruno scuro.

## Biologia

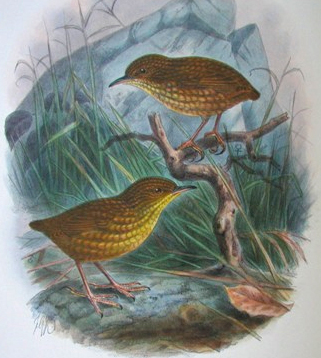
Coppia (maschio in basso) in illustrazione a cura di john Gerrard Keulemans.

Le abitudini di vita dello scricciolo di Stephens Island sono in larga parte avvolte nel mistero, in quanto esemplari vivi di questa specie sono stati osservati solo due volte, in entrambi i casi dal guardiano del faro dell'isola, David Lyall, il quale li descrisse come terricoli, velocissimi corridori e dalle abitudini di vita crepuscolari.
Molto verosimilmente, gli scriccioli di Stephens Island erano insettivori e cercavano il cibo al suolo o fra i rami bassi dei cespugli, e le loro modalità di nidificazione non dovevano differire molto da quelle degli affini scriccioli di roccia.

## Distribuzione e habitat
Come intuibile dal nome comune, lo scricciolo di Stephens Island era endemico dell'omonima isola (nota come Takapourewa in lingua māori) nello stretto di Cook, della quale popolava le aree a copertura boscosa, cespugliosa ed erbosa.

Recenti scoperte archeologiche hanno rivelato che questi animali erano inizialmente diffusi in tutta la Nuova Zelanda.
Per lungo tempo, la presenza di una specie inetta al volo su un'isola separata dal resto della Nuova Zelanda da un braccio di mare di circa 3,2 km è stata fonte d'incertezza fra gli scienziati: tuttavia, durante l'ultima era glaciale Stephens Island era parte di un istmo che congiungeva l'Isola del Nord e l'Isola del Sud, e con l'innalzamento del livello del mare in seguito allo scioglimento dei ghiacciai essa rimase isolata, e con lei alcuni animali che ivi prosperarono (fra cui anche la rana di Hamilton, per la quale l'acqua salata è letale e che similmente allo scricciolo creò non pochi grattacapi alla comunità scientifica).

## Tassonomia
Questi uccelli vennero descritti quasi contemporaneamente da Walter Buller (il quale fu il primo a riceverne degli esemplari) e da Walter Rothschild (al quale degli esemplari tassidermizzati vennero venduti da Henry H. Travers, consapevole che il ricco ornitologo, sapendoli già molto rari, li avrebbe pagati una cifra maggiore): fu quest'ultimo a spuntarla, in quanto Buller si attardò nel pubblicare la propria descrizione in quanto commissionò una litografia a Keulemans per accompagnarla.
Rothschild classificò lo scricciolo di Stephens Island in un proprio genere monotipico, Traversia: in seguito, la specie è stata per lungo tempo accorpata a Xenicus col nome di X. lyalli, ma recenti studi a livello molecolare hanno evidenziato che essa non è strettissimamente legata agli scriccioli di roccia neozelandesi, rappresentando piuttosto un clade basale e distinto in seno agli Acanthisittidae.

## Estinzione

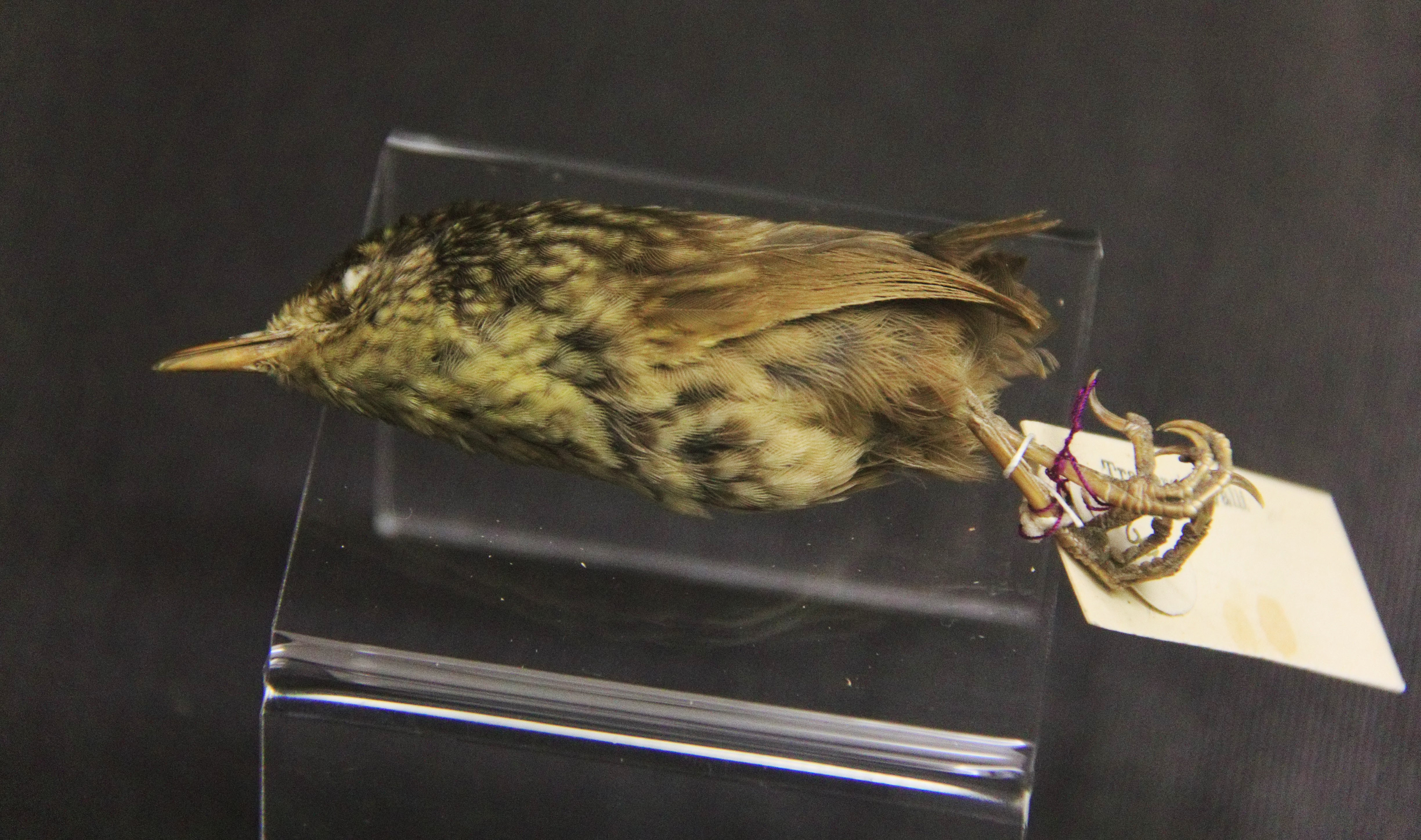
Esemplare conservato al Carnegie Museum of Natural History di Pittsburgh.

L'estinzione dello scricciolo di Stephens Island è stata fulminea: dalla lettera nella quale il costruttore F. W. Ingram parla di "due specie di scriccioli" nei pressi del sito dei lavori per al costruzione del faro (verosimilmente lo scricciolo di Stephens Island ed il fuciliere) alle infruttuose spedizioni organizzate da Travers nel 1895 per trovarne qualche esemplare passano solo tre anni.
Tradizionalmente si ritiene che l'intera popolazione di questi uccelli sia stata sterminata nel corso del 1894 da Tibbles, il gatto del guardiano del faro dell'isola; questa è una mezza verità, in quanto furono sì i gatti (introdotti proprio nel 1894 al seguito dei guardiani del faro e delle loro famiglie) a sterminare la popolazione di questo uccello, ma sicuramente non un unico felino, anche se probabilmente Tibbles uccise gli ultimi rappresentanti rimasti della specie. Ironia della sorte, negli ultimi anni del XIX secolo, poco tempo dopo l'avvenuta estinzione dello scricciolo di Stephens Island, cominciò una campagna di eradicazione dei gatti dall'isola, che si concluse solo nel 1925 con l'uccisione degli ultimi esemplari. L'alterazione dell'habitat, citata da alcuni come concausa della scomparsa dello scricciolo di Stephens Island, ebbe invece molto verosimilmente un ruolo molto marginale, in quanto il disboscamento su larga scala dell'isola avvenne solo a partire dal 1903, anno in cui la specie era quasi certamente estinta da tempo.

La loro sparizione dalle isole principali è stata invece attribuita alla predazione subita da parte del ratto polinesiano, ivi giunto al seguito dei coloni polinesiani, che sembrerebbe infatti coincidere col declino e la successiva sparizione di questi uccelli dalle isole maggiori.
Attualmente rimangono 16-18 esemplari conservati di scricciolo di Stephens Island, ai quali si aggiungono alcuni resti subfossili.